# Стівен Северін
Стівен Северін (англ. Steven Severin, уроджений Стівен Джон Бейлі, нар. 25 вересня 1955 року, в Лондоні, Англія) — англійський рок-музикант, бас-гітарист, композитор, спочатку учасник Bromley Contingent, найбільшу популярність отримав як учасник Siouxsie and the Banshees. Северін (відомий також як Steve Spunker та Steve Havoc) свій основний псевдонім узяв на честь персонажа книги Захера-Мазоха.
З першого ж синглу (де на звороті «Hong Kong Garden» була його композиція «Voices») Северін брав активну участь у створенні пісенного матеріалу Siouxsie & the Banshees. Залишаючись як правило в тіні Сьюзі Сью, Северін справив значний вплив на формування музичного стилю гурту та його іміджу.
Після розпаду гурту 1996 року Северін утворив власний записуючий лейбл та випустив кілька сольних альбомів, два з яких — саундтреки Visions (1998) та Maldoror (1999) — отримали високі оцінки музичних критиків.
Головним хобі Стівена Северіна є написання саундтреків до німого кіно. У перервах між ними він також пише музику до сучасних стрічок та робить різні комерційні проекти. Одна з останніх робіт Стівена — саундтрек до хоррор-фільму «Вампір» («Vampyr», 1932). Попередня робота — саундтрек до звукового фільму Жана Кокто «Кров поета» («Blood of a Poet», 1930).

## Дискографія

### Сольні альбоми
- Visions (1998)
- Maldoror (1999)
- The Woman in the Dunes (2000)
- UnisexDreamSalon (2001)
- London Voodoo (Original Soundtrack) (2004)
- Beauty & The Beast (2005)
- Nature Morte (Original Soundtrack) (2006)
- Music for Silents (2008)
- Eros Plus Massacre (2009)
- Blood of a Poet (2010)
- Vampyr (2011)